# Thung Saliam (huyện)
Thung Saliam (tiếng Thái: ทุ่งเสลี่ยม) là một huyện (amphoe) thuộc tỉnh Sukhothai, miền nam Thái Lan.

## Địa lý
Các huyện giáp ranh (từ phía bắc theo chiều kim đồng hồ): Si Satchanalai, Sawankhalok, Si Samrong và Ban Dan Lan Hoi thuộc tỉnh Sukhothai, Thoen thuộc tỉnh Lampang.

## Lịch sử
Tiểu huyện (king amphoe) Thung Saliam được thành lập năm 1957, khi hai tambon Thung Saliam và Klang Dong được tách ra từ Sawankhalok. Đơn vị này đã được nâng cấp thành huyện vào năm 1959.

## Hành chính
Huyện này được chia thành 5 phó huyện (tambon), các đơn vị này lại được chia ra thành 55 làng (muban). The subdistrict municipality (thesaban tambon) Thung Saliam nằm trên một phần của tambon Thung Saliam, và Khao Kaeo Si Sombun nằm trên toàn bộ diện tích tambon cùng tên. Có 4 Tổ chức hành chính tambon.
| STT. | Tên                   | Tên Thái      | Số làng | Dân số |  |
| ---- | --------------------- | ------------- | ------- | ------ |  |
| 1.   | Ban Mai Chai Mongkhon | บ้านใหม่ไชยมงคล | 8       | 7.083  |  |
| 2.   | Thai Chana Suek       | ไทยชนะศึก      | 11      | 8.365  |  |
| 3.   | Thung Saliam          | ทุ่งเสลี่ยม       | 13      | 14.199 |  |
| 4.   | Klang Dong            | กลางดง        | 15      | 12.474 |  |
| 5.   | Khao Kaeo Si Sombun   | เขาแก้วศรีสมบูรณ์ | 8       | 8.203  |  |